# Daša Drndić
Daša Drndić (ur. 10 sierpnia 1946 w Zagrzebiu, zm. 5 czerwca 2018 w Rijece) – chorwacka pisarka, eseistka, tłumaczka i wykładowczyni akademicka.

## Biografia
Daša Drndić urodziła się w Zagrzebiu. Od 1953 r. mieszkała w Belgradzie. Była córką dyplomaty, Ljubo Drndića. Ojciec w młodości był liderem ruchu antyfaszystowskiego w Istrii. W 1968 r. ukończyła język i literaturę angielską na wydziale filologicznym Uniwersytetu Belgradzkiego. Dzięki stypendium Fulbrighta kontynuowała naukę na studiach podyplomowych w Southern Illinois University, w Stanach Zjednoczonych, gdzie w 1971 r. uzyskała tytuł magistra w dziedzinie teatru i komunikacji. Studiowała również na Case Western Reserve University. Po powrocie do Chorwacji obroniła doktorat na Uniwersytecie w Rijece,  a następnie wykładała na rodzimej uczelni literaturę angielską i pisanie kreatywne. Przez dwie dekady  pracowała jako dramatopisarka i producentka w Radio Beograd, gdzie stworzyła ponad 30 słuchowisk radiowych i 15 dokumentów. W 1992 r. przeprowadziła się do Rijeki. W latach 1995-1997 mieszkała z córką, Mašą Drndić, w Toronto jako uchodźcy z wojny w Jugosławii. Podczas pobytu w Kanadzie pracowała jako wykładowczyni języka chorwackiego i serbskiego na Uniwersytecie w Toronto. Po powrocie do Chorwacji w 1997 r. osiedliła się w Rijece, gdzie kontynuowała karierę akademicką i literacką. Była także tłumaczką, m.in. z angielskiego i włoskiego, oraz krytyczką literacką.
Była członkinią Hrvatski P.E.N. centar oraz Chorwackiego Stowarzyszenia Pisarzy, w których angażowała się w kampanie na rzecz wolności słowa i praw człowieka. W 2017 roku podpisała deklarację o wspólnym języku Chorwatów, Serbów, Bośniaków i Czarnogórców, opowiadając się za jednością językową w regionie. Zmarła 5 czerwca 2018 r. po ciężkiej chorobie nowotworowej.
Daša Drndić wydała swoją pierwszą powieść, Put do subote w 1982 r. w Jugosławii. W 2007 r. ukazała się powieść Sonnenschein, która zapoczątkowała jej międzynarodową popularność. W 2010 r. książka ukazała się w Polsce, w tłumaczeniu Doroty Jovanki Ćirlić. W 2012 r. została przetłumaczona na język angielski pod tytułem Trieste. Kolejne jej książki Belladonna i EEG również zostały przetłumaczone na inne języki. Za swoją twórczość otrzymała kilka nagród i wyróżnień. W swoich powieściach porusza trudną tematykę Holocaustu, nazizmu, traumy zbiorowej.

## Nagrody i wyróżnienia
- FEDOR - Nagroda Jugosłowiańskiego Związku Niewidomych w 1990 r. – za dramat dokumentalny Izgubljeni i nadjeni[1].
- Nagroda  Premios Ondras (Barcelona, 1991) – jako producentka słuchowiska radiowego Aleksandra Hemona Život i djelo Alfonsa Kaudersa[1].
- Nagroda Kiklop 2007 – za powieść Sonnenschein[10].
- Nagradu Fran Galović 2007 – za powieść Sonnenschein[11].
- International Literary Award „Prozart” (2014) – za wybitny wkład w rozwój literatury bałkańskiej[12].
- Independent Foreign Fiction Readers’ Prize (2013) – za angielskie tłumaczenie powieści Sonnenschein pt. Trieste[13].
- Finalistka EBRD Literature Prize (2018) – za powieść Belladonna[14].
- Warwick Prize for Women in Translation (2018) – za powieść Belladonna w tłumaczeniu na j. angielski Celii Hawkesworth[15] .
- Best Translated Book Award (2020) – za powieść EEG w tłumaczeniu Celii Hawkesworth[16].

## Wybrana twórczość
- Put do subote, 1982
- Kamen s neba, 1984
- Marija Częstochowska još uvijek roni suze ili Umiranje u Torontu, 1997
- Canzone di guerra – Nove davorije, 1998
- Cannzone di guerra, 2007
- Totenwande, Zidovi smrti, 2000
- Doppelgänger, 2002
- Leica format, 2003
- After Eight, književni ogledi, 2005
- Feministički rukopis ili politička parabola: drame Lillian Hellman, 2006
- Sonnenschein, 2007
- April u Berlinu, 2009
- Belladonna, 2012
- EEG, 2016